# Hibiscus debeerstii
Hibiscus debeerstii är en malvaväxtart som beskrevs av Wildem. och Th. Dur.. Hibiscus debeerstii ingår i Hibiskussläktet som ingår i familjen malvaväxter. Inga underarter finns listade i Catalogue of Life.